# Chromofor
Chromofor – atom, jon, cząsteczka lub inne indywiduum chemiczne, w obrębie którego lub której zachodzą przejścia elektronowe odpowiadające za pasmo widmowe. Pierwotnie termin ten dotyczył grup funkcyjnych cząsteczki decydujących o jej barwie.
Gdy cząsteczka absorbuje światło widzialne o niektórych długościach fali, a odbija lub przepuszcza światło o innej długości fali, wtedy ma ona barwę.
Chromofor to rejon cząsteczki, w którym energia potrzebna do przeniesienia elektronu między orbitalami jest w zakresie światła widzialnego. Światło padające na chromofor jest absorbowane, co przenosi elektrony z ich stanu podstawowego do stanu wzbudzonego.
Na przykład w cząsteczkach biologicznych odpowiedzialnych za absorpcję lub detekcję światła chromoforami są najczęściej ich motywy strukturalne. Po absorpcji fali świetlnej mogą one wywołać zmiany konformacyjne całej cząsteczki.
Ogólnie chromoforem jest zwykle jeden z dwóch układów:
- układ sprzężonych wiązań (orbitali) π
- związek kompleksowy metalu.

W układach sprzężonych poziomy energetyczne, między którymi mogą przeskakiwać elektrony, są rozszczepione (i, co za tym idzie, różnice energetyczne między nimi są mniejsze) przez nałożenie się sprzężonych orbitali π, obecnych w seriach układów wiązanie pojedyncze–wiązanie podwójne, występujących na przykład w związkach aromatycznych. Związkami z takim typem chromoforu są na przykład retinal (barwnik obecny w siatkówce oka), barwniki do tkanin oparte na związkach azowych, likopen, karoten czy antocyjany.
Chromofory będące skompleksowanymi metalami zawdzięczają swoje właściwości rozszczepieniu orbitali d przy wiązaniu metalu przejściowego do ligandów. Chromofory tego typu występują w chlorofilu, hemoglobinie, hemocyjaninie czy kolorowych minerałach, jak malachit lub ametyst.
Chromoforami w związkach biologicznych (np. hemoglobinie, czy bilirubinie) są często pierścienie pirolowe. Mogą one albo wiązać metal (atom żelaza w hemoglobinie lub magnezu w chlorofilu), tworząc z czterech podjednostek pirolu rodzaj otaczającego go wieńca, ale działają jako chromofor też bez związanego metalu:
- jako otwarty łańcuch – fitochrom, fikobilina, bilirubina
- pirole w formie pierścienia bez metalu – porfiryna.

W takim wypadku działają na zasadzie sprzężenia wiązań π.